# Епархия Марбеля
Епархия Марбеля (лат. Dioecesis Marbeliana) — епархия Римско-Католической церкви с центром в городе Марбел, Филиппины. Епархия Марбеля входит в митрополию Котабато. Кафедральным собором епархии Марбеля является церковь Христа Царя. 

## История
17 декабря 1960 года Римский папа Иоанн XXIII выпустил буллу Quod praelaturae, которой учредил территориальную Марбеля, выделив её из территориальной прелатуры Котабато.
15 ноября 1983 года Римский папа Иоанн Павел II издал буллу Cum Decessores, которой преобразовал территориальную Марбеля в епархию.

## Ординарии епархии
- епископ Quintino Carlo Bertamo Olwell (1961 — 1969);
- епископ Reginald Edward Vincent Arliss (1969 — 1981);
- епископ Dinualdo Gutierrez (1981 — по настоящее время).

## Источник
- Annuario Pontificio, Ватикан, 2007
- Булла Quod praelaturae, AAS 53 (1961), стр. 636  (лат.)
- Булла Cum Decessores, AAS 75 (1983), стр. 357  (лат.)